# آرامک، کوئینزلند
آرامک (به انگلیسی: Aramac) یک شهرک در استرالیا است که در کوئینزلند واقع شده‌است.